# Geografia de Cambodja

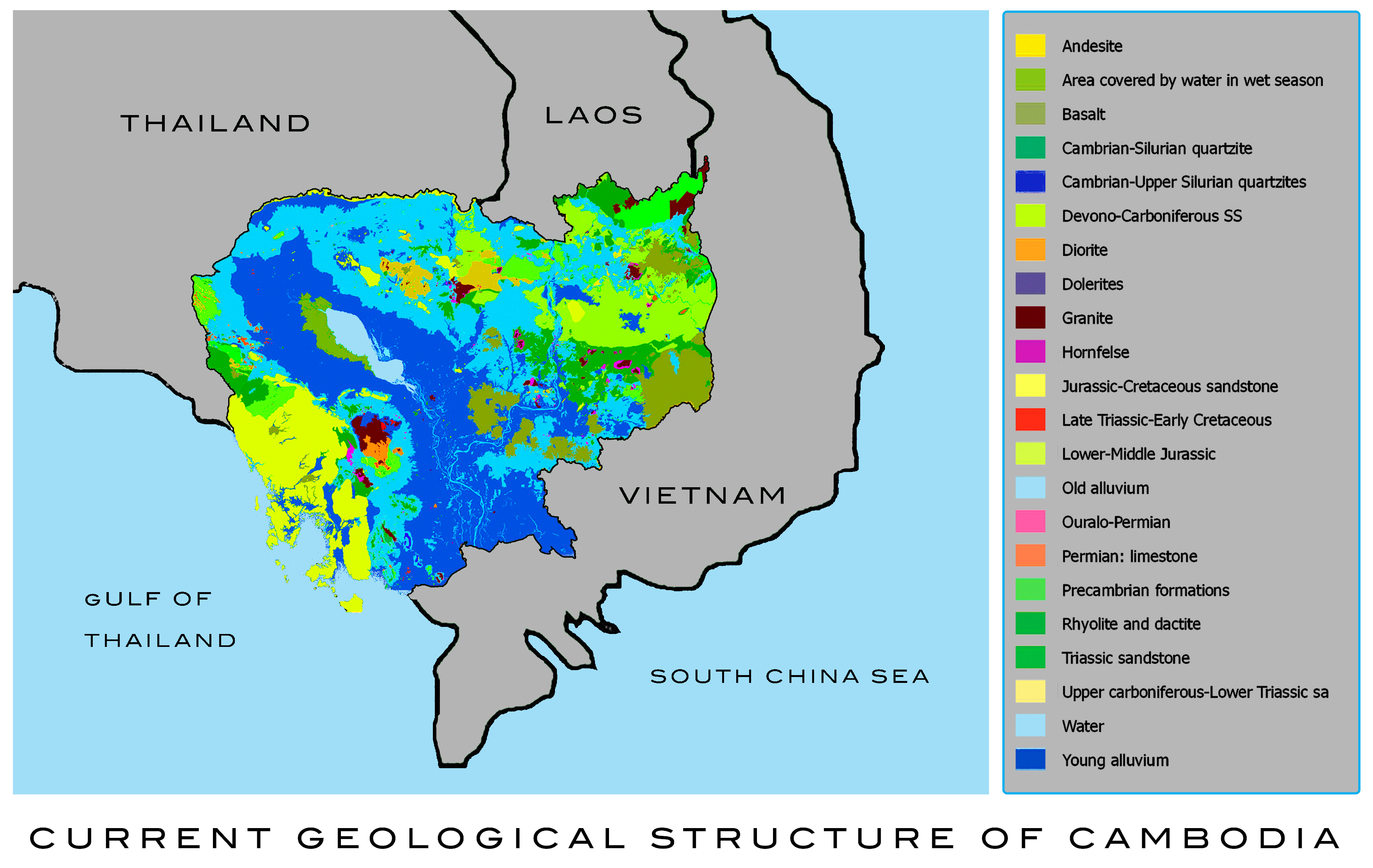
Mapa geològic de Cambodja

Cambodja és un país situat a la península d'Indoxina, al sud-est asiàtic continental, fent frontera amb Tailàndia, Laos, Vietnam i el golf de Siam. La superfície total del país és de 181.035 km². A nivell climàtic, la totalitat de Cambodja es troba dins del tropical propi de la zona indomalaia. La seva zona horària és la d'Indoxina - ICT (UTC+07:00).
Els principals accidents geogràfics de Cambodja són la baixa plana central, on s'inclou la conca del Tonlé Sap, les planes baixes del riu Mekong i la plana del riu Bassac, així com les serralades que l'envolten, situades al nord, a l'est, al sud-oest i al sud del país. Les terres baixes centrals s'estenen des de Vietnam cap al sud-est. El sud i el sud-oest del país contenen la línia de costa, que recorre 443 km de llargada al golf de Siam, caracteritzada per marges de manglars, penínsules, platges de sorra i caps i badies. Les aigües territorials de Cambodja inclouen unes 50 illes. El cim més alt és el Phnom Aural, de 1,810 metres sobre el nivell del mar.
El país està dividit en dos pel riu Mekong, que amb els seus 486 km és el riu més llarg de Cambodja. Després de passar uns ràpids, amb seccions turbulentes i cascades a Laos, el riu entre al país per la província de Stung Treng, essent predominantment calmat i navegable durant tot l'any, ja que s'eixample considerablement a les terres baixes. L'aigua del Mekong es dispersa per bona part de les terres del voltant, al centre de Cambodja, afectant de manera important la naturalesa estacional del llac Tonlé Sap.
Dues terceres parts de la població del país viu a les terres baixes, on el ric sediment dipositat per les inundacions anuals del Meekong converteix les terres del país en una regió agrícola molt fèrtil. Com que la desforestació i la sobreexplotació han començat a afectar el país només els darrers anys, les serralades i les produccions locals encara mantenen el seu potencial natural. No obstant, i tot i que Cambodja encara és seu d'alguns dels darrers boscos verges del sud-est asiàtic, comença a patir seriosos problemes mediambientals, molt relacionats amb el creixement de la població, la globalització descontrolada i la deficient administració.
La major part del país es troba en una zona de clima tropical de sabana, tot i que a les àrees costaneres del sud i l'oest es reb notablement més aigua de pluja abans i durant l'estació humida. Aquestes àrees constitueixen les franges més orientals del monsó local, disposant per tant d'un clima monsònic. En general, a tot el país hi ha dues estacions que duren, relativament, el mateix temps, definits per les precipitacions, ja que la temperatura i la humitat es mantenen més o menys iguals al llarg de l'any.